# University of San Carlos

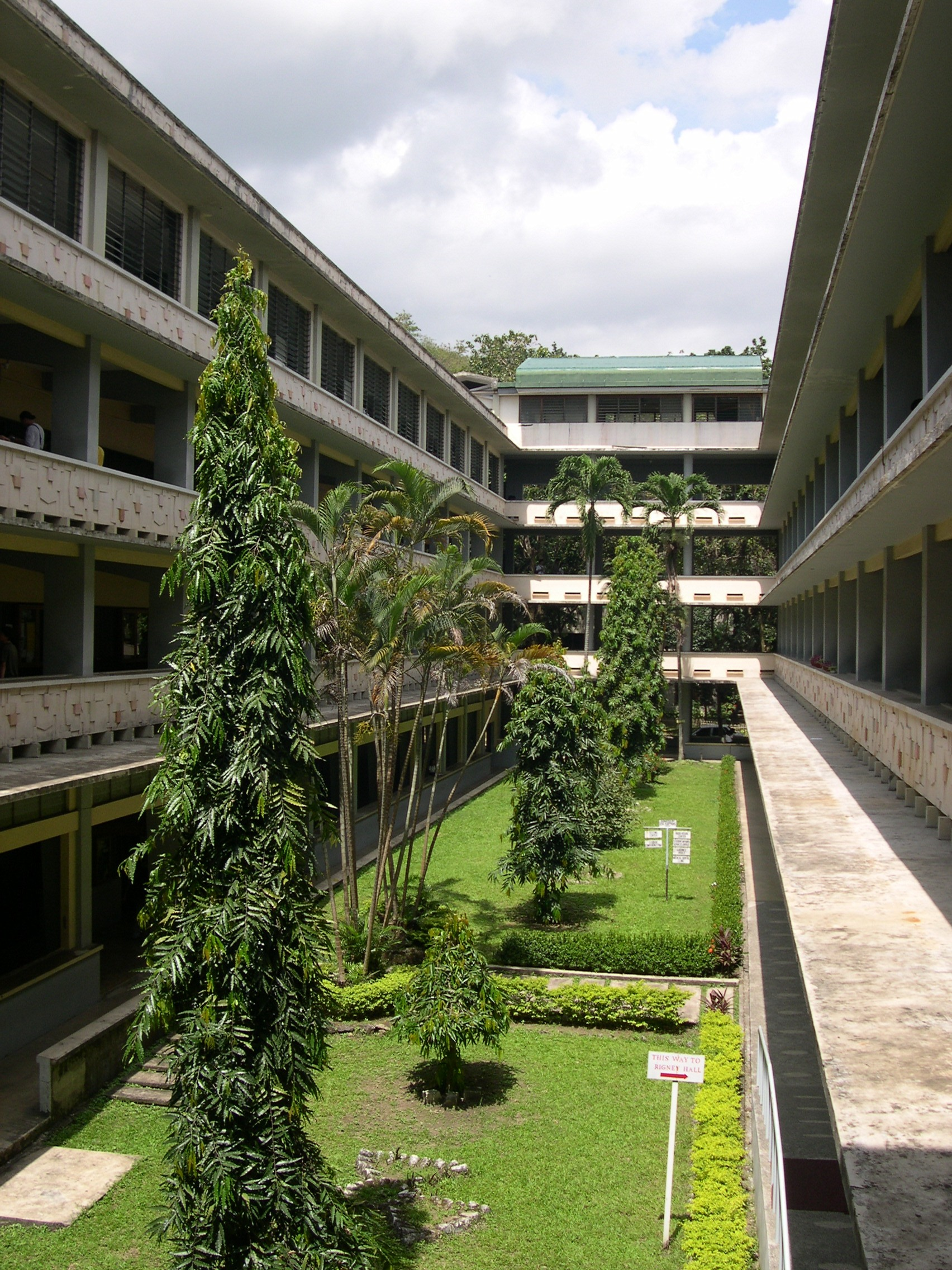
Een binnenplaats van het hoofdgebouw op de Talamban Campus

De University of San Carlos (USC) in Cebu City is de oudste onderwijsinstelling van de Filipijnen en Azië. De University of San Carlos werd al in 1595 door de Jezuïeten opgericht en is daarmee ouder dan de University of Santo Tomas in Manilla van 1611. Tussen 1769 en 1783 was de University of San Carlos gesloten als gevolg van het vertrek van de Jezuïeten. Het werd echter pas een universiteit in 1948. Dit is dan ook de reden dat de University of Santo Tomas beweert de oudste universiteit van het land te zijn.